# Radenkovac
Radenkovac (cyr. Раденковац) – wieś w Serbii, w okręgu zajeczarskim, w gminie Sokobanja. W 2011 roku liczyła 69 mieszkańców.